# Novo Selo (Gradišće, Austrija)
Novo Selo (njemački: Neufeld an der Leitha, mađarski: Lajtaújfalu) je grad u austrijskoj saveznoj državi Gradišće, administrativno pripada Kotaru Željezno-okolica. 

## Stanovništvo
Novo Selo prema podacima iz 2011. godine ima 3.112 stanovnika. 1910. godine je imalo 2.867 stanovnika 2.078 Nijemca, 449 Mađara i 157 Hrvata.

## Poznate osobe
- Petar Tyran, hrvatski književnik, društveni djelatnik, publicist i aktivist

## Vanjske poveznice
- Internet stranica naselja